# Saccifoliaceae
Saccifoliaceae é uma família de plantas dicotiledóneas. No sistema de Cronquist (1981), esta família contém apenas uma espécie, Saccifolium bandeirae Maguire & Pires.
São plantas arbustivas de pequenas folhas alternas e inteiras, originária do altos planaltos da Guiana Francesa, ao norte da América do Sul.
No sistema APG II esta família não existe: o género Saccifolium é situado na família Gentianaceae.